# El Dragón: el regreso de un guerrero
El Dragón: el regreso de un guerrero (o simplemente El Dragón) es una serie de televisión de drama criminal producida por W Studios en colaboración con Lemon Studios para Televisa y Netflix entre 2019 y 2020. Está creada y escrita por Arturo Pérez-Reverte. Se estrenó oficialmente a nivel internacional por streaming el 4 de octubre de 2019 a través de Netflix, mientras que se transmitió por televisión en Univision el 30 de septiembre de 2019. En México, a pesar de que está disponible en Netflix, fue estrenada el 22 de julio de 2020, a través de Las Estrellas.
Esta protagonizada por Sebastián Rulli y Renata Notni, junto con Roberto Mateos e Irina Baeva en los roles antagónicos; y con las actuaciones estelares de Cynthia Klitbo, Cassandra Sánchez Navarro, Manuel Balbi, Juan Pablo Gil y el primer actor José Elías Moreno.

## Trama
La historia gira en torno a un joven que creció en Japón, proviene de una familia de traficantes de drogas que lo han mantenido fuera de esto hasta que llega el momento en que tiene que hacerse cargo del cartel, pero quiere cambiar la situación de violencia que siempre acompaña al narcotráfico, es especialista en economía, una persona honorable y lo que quiere es transformar este dinero en dinero lícito.

## Reparto

### Principales
- Sebastián Rulli como Miguel Garza Martínez «El Dragón»[9][10]
  - Ramiro Cid como Miguel de niño
- Renata Notni como Adela Cruz[10]
- Roberto Mateos como Epigmenio Moncada[10]
- Irina Baeva como Jimena Ortiz[10]
- Manuel Balbi como Héctor Bernal[10]
- Cassandra Sánchez Navarro como Francisca «Chisca» Garza Martínez[10]
  - Álexa Monterrubio como Chisca de niña
- Javier Gómez como Carlos Duarte
- Alejandro Ávila como Ulises Murat / Howard Toledo
- Juan Pablo Gil como Jorge Garza Martínez[10]
  - Ian Monterrubio como Jorge de niño
- Sofía Castro como Kenia[10]
- Álex Durán como Ishiro Tanaka
- Mauricio Pimentel como El Peligros
- Edison Ruíz como Tacho Guadaña
- Natasha Domínguez como Claudia Rey
- Gabriela Carrillo como Edna González
- Marcelo Buquet como Rosario Rosique
- Zuleyka Rivera como Asya
- Rubén Sanz como Valentín Soria[10]
- Cynthia Klitbo como Dora Perdomo de Garza[10]
- José Elías Moreno como Lamberto Garza
- Alejandra Robles Gil como Lucía Martínez de Garza
- Gonzalo García Vivanco como Roberto Garza Perdomo
- Jean Paul Leroux como Trejo
- Víctor Jiménez como Tadamichi Naga

### Recurrentes
- Antonio Zúñiga como El Gato
- Mario Erosa como Doctor
- Edgar Alonso como El Rasca
- Carlos Moreno Cravioto como El Guajolote[11]
- Rubén Jímenez como Isael Ramos
- Pako Jáuregui como El Yayo
- Andrea Maurer como Helena Bernal
- Alan Kaleb Pardo como Cantinero
- Jorge Nava como Romualdo Acuña
- Alberto Yáñez como Castro
- Lorena Bischof como amiga de Helena
- Tonny Batres como Forense
- Lalo Jímenez como Ricardo Silva
- Cynthia Torash como la Sra. Bernal
- Elvira Trejo como la Cajera
- Alfredo Anhert como Lucio Hernández «El Coyote»
- Juan Ignacio Aranda como Martín Zaragoza
- Paloma Ruíz de Alda como Ana
- Rodrigo Massa como Piero Scarinci[12]
- Denia Agalianou como Karina Grishenko[10]
- Fernando Gaviria como Sandro Ochoa[10]
- Orlando Moguel como Detective CJ[10]
- Alejandro Naranjo como Vladimir[10]
- Sergio Recio Montes como Canelo[10]
- Carmen Muga como Isabel[10]
- Christian Uribe como Raúl[10]
- Daniel Elbittar como Víctor[13]
- Federico Ayos como Manuel Tormo «El Flaco»
- Alejandra Espinoza como Vanessa Montes[14]

## Producción
La creación de la serie comenzó a raíz de una reunión en Madrid, España; con Arturo Pérez-Reverte y Patricio Wills, quienes habían creado previamente en Telemundo y RTI Televisión La Reina del Sur, una serie que abrió el camino al «mundo de las narconovelas». La idea era intentar hacer algo diferente a Teresa Mendoza, en ese momento, ambos ya tenían una perspectiva de Miguel Garza. Wills, que buscaba crear una historia nueva y diferente, le contó a Pérez-Reverte y dijo: «Sugerí una historia de una tercera generación de narcos. Cómo actuaría el nieto de un narco al verse heredero de un imperio». En ese momento, ambos dijeron que «Miguel iba a ser un hombre capacitado en Japón, un industrial, un financiero, que tiene más informáticos que pistoleros, más economistas que pistoleros u hombres de la frontera». El proceso de creación de la telenovela, anunciado inicialmente en 2016, también requirió varios años de desarrollo y cientos de audiciones.
La serie se confirmó el 10 de mayo de 2018 durante el upfront de Univision para la temporada en televisión del 2018-2019. Un año después, se volvió a presentar nuevamente en el upfront para la temporada en televisión del 2019-2020.
Las grabaciones comenzaron el 13 de noviembre de 2018 con el título El último dragón, y concluyó el 25 de julio de 2019, confirmando un total de 82 episodios para la primera temporada. La serie es creada por el autor español Arturo Pérez-Reverte, producida a cargo por Carlos Bardasano y desarrollada por W Studios y Lemon Studios para Televisa. La producción se filmó durante ocho meses en lugares como Tokio, Madrid, Miami y  específicamente en la Ciudad de México. Se utilizaron hasta tres unidades simultáneamente con cámaras Sony F55 y ópticas Ultra Prime. Parte de la historia de El Dragón tiene lugar en Japón, uno de los países con mayor tradición en artes marciales. Para interpretar a Miguel Garza, Sebastián Rulli tuvo un entrenamiento de siete meses en Aikido. Y los actores Álex Durán y Víctor Jiménez requirieron una preparación especial para adaptarse a la cultura Yakuza. Además de filmar en España, Japón y Estados Unidos, las ciudades mexicanas de Veracruz, Huatulco, Mazatlán y Cuernavaca sirvieron como locaciones para la producción.
Después de pasar por Japón para comenzar a filmar El Dragón, Sebastián Rulli viajó a España para filmar escenas de la serie con la actriz mexicana Cassandra Sánchez Navarro, quien es su hermana en la ficción. Cassandra dijo: «He estado filmando contigo durante unos días, pero siento que ya eres mi hermano de toda la vida». Renata Notni comenzó a filmar sus primeras escenas el martes 4 de diciembre de 2018 en México, mientras que Rulli hizo lo mismo un poco antes en Japón. Ambos actores filmaron sus primeras escenas juntos la primera semana de diciembre en México.

### Adquisición por parte de Netflix
A finales de octubre de 2018, se anunció que Netflix y Televisa se asociarían nuevamente para crear contenidos nuevos. Una de las producciones destacadas en su propuesta fue El Dragón. Varios meses después, Irina Baeva compartió a través de su cuenta de Instagram que la serie se estrenará por streaming el 4 de octubre de 2019 en Netflix, pero con el título cambiado a El Dragón: el regreso de un guerrero. Esta sería la primera producción de Televisa que se estrenará en plataforma antes de su estreno en televisión.

## Audiencia en televisión
| Temporada | Horario (ET/CT)         | Episodios | Primera emisión          | Primera emisión      | Última emisión          | Última emisión       | Promedio de espectadores (millones) |
| Temporada | Horario (ET/CT)         | Episodios | Fecha                    | Audiencia (millones) | Fecha                   | Audiencia (millones) | Promedio de espectadores (millones) |
| --------- | ----------------------- | --------- | ------------------------ | -------------------- | ----------------------- | -------------------- | ----------------------------------- |
| 1         | Lunes a viernes 10pm/9c | 38        | 30 de septiembre de 2019 | 1.43                 | 22 de noviembre de 2019 | 1.11                 | 1.16                                |
| 2         | Lunes a viernes 10pm/9c | 44        | 25 de noviembre de 2019  | 1.39                 | 20 de enero de 2020     | 1.73                 | 1.16                                |